# Freemasons
Die Freemasons sind ein britisches DJ- und Produzentenduo. Sie bestehen aus Russell Small, einer Hälfte von Phats & Small, und James Wiltshire. Benannt haben sie sich nach einem Pub in ihrem Herkunftsort Brighton.

## Werdegang
Bekannt wurden sie 2005 mit Love on My Mind mit Sängerin Amanda Wilson. Der Song enthält Samples von Jackie Moores This Time Baby und When the Heartache Is Over von Tina Turner. Nachdem der Titel in Großbritannien in den Charts bis auf Platz 11 gekommen war, wurde er auch international ein großer Club-Erfolg. In vielen europäischen Ländern kam das Lied in die offiziellen Charts, ebenso in Australien, und in den USA war es ein Nummer-2-Hit in den Hot-Dance-Airplay-Charts. Es folgten mit Watchin’ (ebenfalls mit Amanda Wilson) und Rain Down Love (mit Siedah Garrett) zwei weitere Clubhits, die auch die Top 20 der britischen Charts erreichten.
Ihren bislang größten eigenen Hit hatten sie 2007 mit Uninvited, einer Danceversion des Alanis-Morissette-Songs neu eingesungen von Bailey Tzuke. Sie erreichte in mehreren Ländern die Top 10. 
Daneben hatten sie auch große Erfolge als Remixer. Der Hit Mesmerized von Faith Evans wurde mit dem Remix der Freemasons 2005 ein Nummer-1-Hit der US-Club-Charts (Billboard Hot Dance Club Play). Ein Jahr später gelang dasselbe erst mit In My Mind von Heather Headley und dann mit Deja vu von Beyoncé und Jay-Z, das ihnen zusätzlich eine Grammy-Nominierung einbrachte. Andere Interpreten, für die sie Remixe machten, sind Whitney Houston, Fatboy Slim, Angie Stone, Luther Vandross, Loleatta Holloway und Jamiroquai. Seit 2007 produzierten sie auch einige Lieder für Kylie Minogue, Solange Knowles und Sophie Ellis-Bextor.
2007 erschienen zwei Alben der Freemasons: das Doppelalbum Shakedown sowohl mit eigenen Songs als auch mit Remixen, und Unmixed, nur mit den Originalversionen eigener Titel.

## Diskografie
Alben
- 2007: Unmixed
- 2007: Shakedown
- 2009: Shakedown 2
- 2014: Shakedown 3

Singles
- 2005: Love on My Mind (feat. Amanda Wilson)
- 2006: Watchin’ (feat. Amanda Wilson)
- 2007: Rain Down Love (feat. Siedah Garrett)
- 2007: Nothing But a Heartache (feat. Sylvia Mason-James)
- 2007: Uninvited (feat. Bailey Tzuke)
- 2008: I feel like (feat. Amanda Wilson)
- 2008: When You Touch Me (feat. Katherine Ellis)
- 2009: Heartbreak (Make Me a Dancer) (feat. Sophie Ellis-Bextor)
- 2009: If (feat. Hazel Fernandez)
- 2010: Believer (feat. Wynter Gorson)

Remixes
- 2005: Mesmerized (Faith Evans)
- 2006: In My Mind (Heather Headley)
- 2006: Shine (Luther Vandross)
- 2006: Deja vu (Beyoncé feat. Jay-Z)
- 2006: Ring The Alarm (Beyoncé)
- 2007: Beautiful Liar (Beyoncé & Shakira)
- 2007: Greenlight (Beyoncé)
- 2008: Work (Kelly Rowland)
- 2008: Disco Lies (Moby)
- 2008: I Decided (Solange)
- 2008: Sandcastle Disco (Solange)
- 2008: The One (Kylie Minogue)
- 2009: Keep This Fire Burning (Outsiders feat. Amanda Wilson)
- 2009: Love Is the Answer (Funk Fanatics)
- 2009: Million Dollar Bill (Whitney Houston)<